# Стійка (автомобіль)

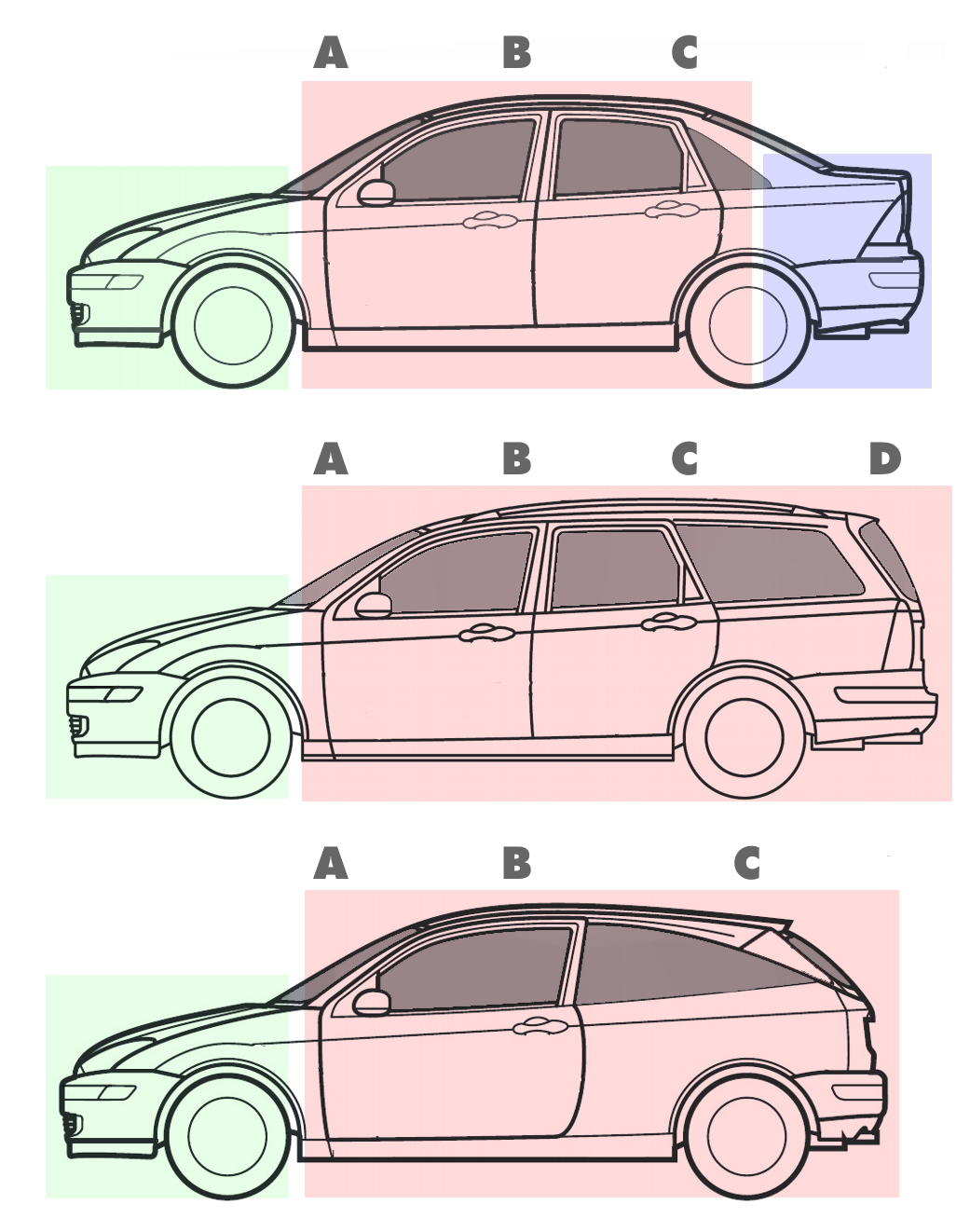
Типові конфігурації стійок седана (трикоробний стиль кузова), універсалу (двокоробний кузов) і хетчбека (двокоробний) з одного модельного ряду

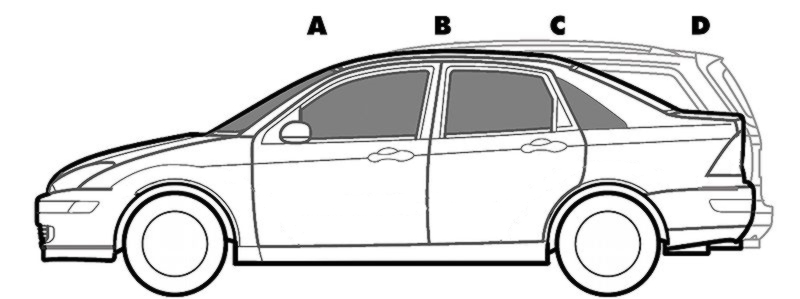
Типові конфігурації стійок седана (трикоробний стиль) та універсалу (двокоробний) з одного модельного ряду

Схема п'ятидверного хетчбека (двокоробний кузов) накладена на універсал (двокоробний) того ж модельного ряду — в даному випадку обидва з D-подібною стійкою

Стійка на автомобілях із постійним типом кузова на даху (наприклад, чотиридверні седани) є вертикальними або майже вертикальними опорами його віконної зони або панорами — позначаються відповідно як A, B, C і (у великих автомобілях, таких як 4 двері універсали та позашляховики) D-подібна стійка, що рухається спереду назад, у вигляді профілю.

## Номенклатура
Автомобільні стійки — це компоненти, які підтримують конструкцію закритого кузова автомобіля. Це схоже на будинок зі стовпами, які підтримують дах над підлогою. Автомобільні стійки призначені для стояння майже у вертикальному або похилому положенні для підтримки даху.

Послідовне алфавітне позначення стійок автомобіля є загальним посиланням для обговорення дизайну та критичного спілкування. Це використовується страховими компаніями для виявлення пошкоджених компонентів, а рятувальні команди використовують номенклатуру стовпів, щоб полегшити зв'язок під час розрізання розбитих транспортних засобів, наприклад, під час використання щелеп життя.

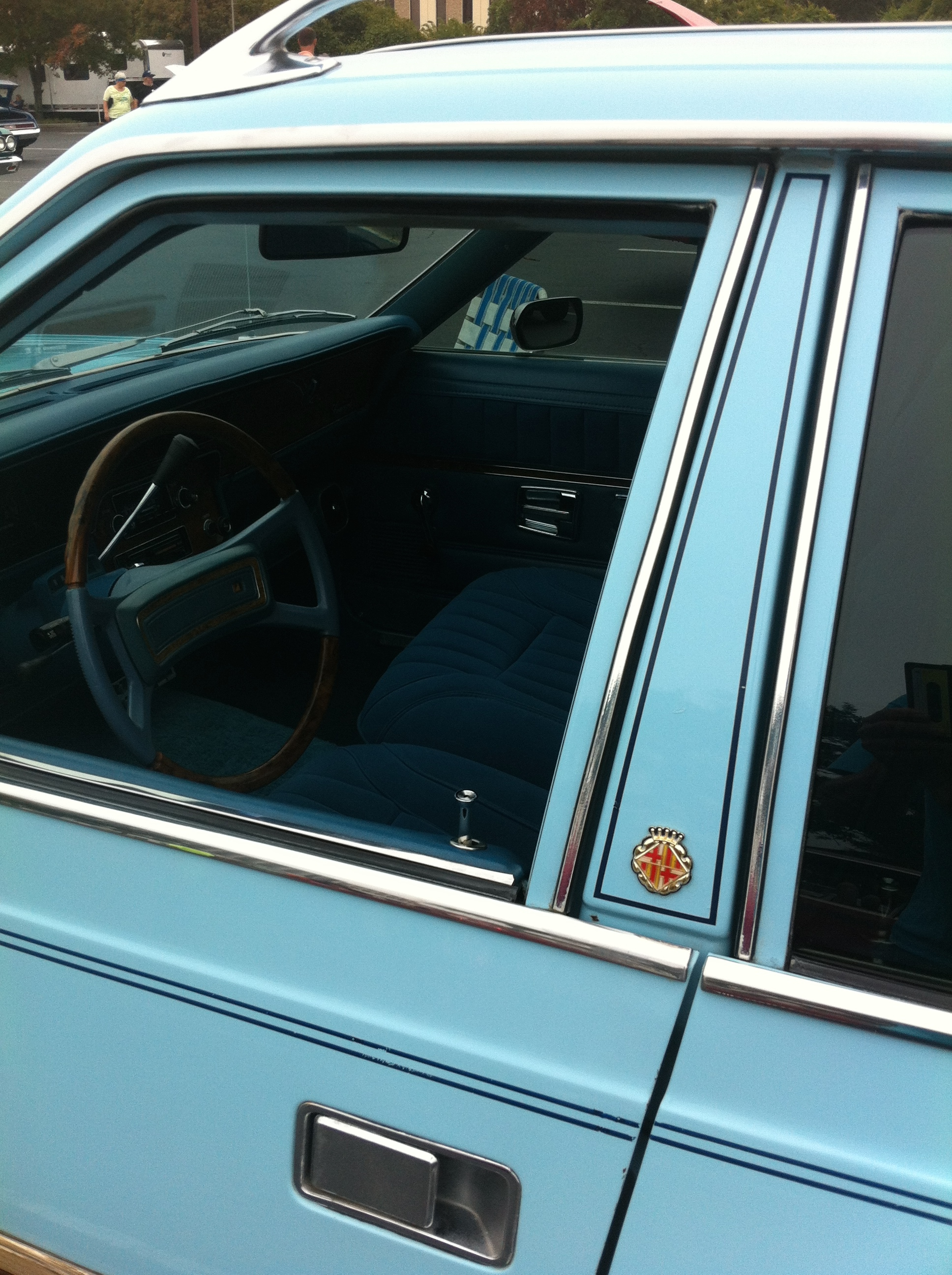
B або центральна стійка між передніми та задніми дверима на універсалі AMC Concord
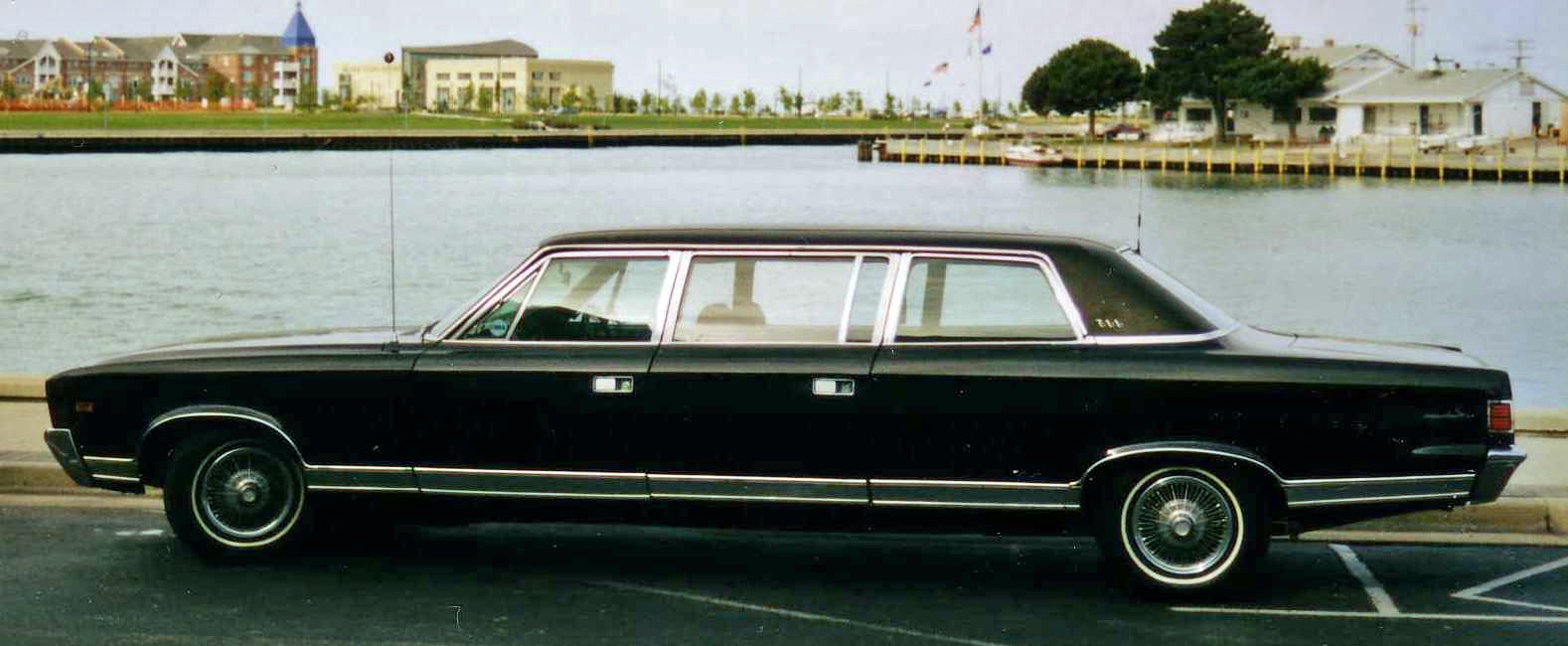
Зліва направо: стійки A, B1, B2 і C з невеликим чвертьсклом в обох дверях (AMC Ambassador)